# Rokytnice v Orlických horách
Rokytnice v Orlických horách (en allemand : Rokitnitz im Adlergebirge) est une ville du district de Rychnov nad Kněžnou, dans la région de Hradec Králové, en République tchèque. Sa population s'élevait à 2 164 habitants en 2024.

## Géographie
Rokytnice v Orlických horách se trouve à 14 km à l'est de Rychnov nad Kněžnou, à 46 km à l'est de Hradec Králové et à 146 km à l'est de Prague.
La commune est limitée par Zdobnice et Říčky v Orlických horách au nord, par Bartošovice v Orlických horách à l'est, par Kunvald et Pěčín au sud, et par Liberk à l'ouest.

## Histoire
La première mention écrite de la localité date de 1318.

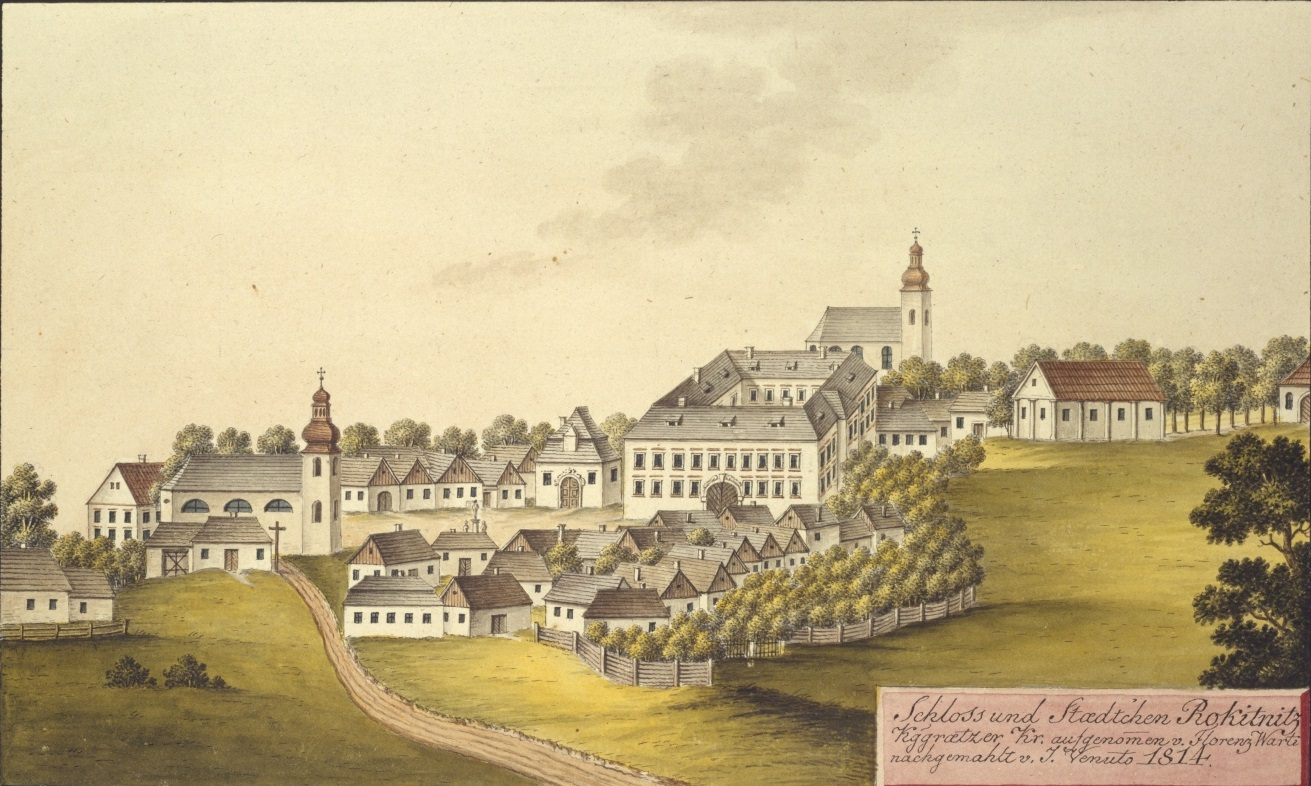
Château et ville de Rokytnice v Orlických horách en 1814, par Joann Venuto.

## Administration
La commune se compose de deux sections :
- Rokytnice v Orlických horách
- Nebeská Rybná

## Galerie

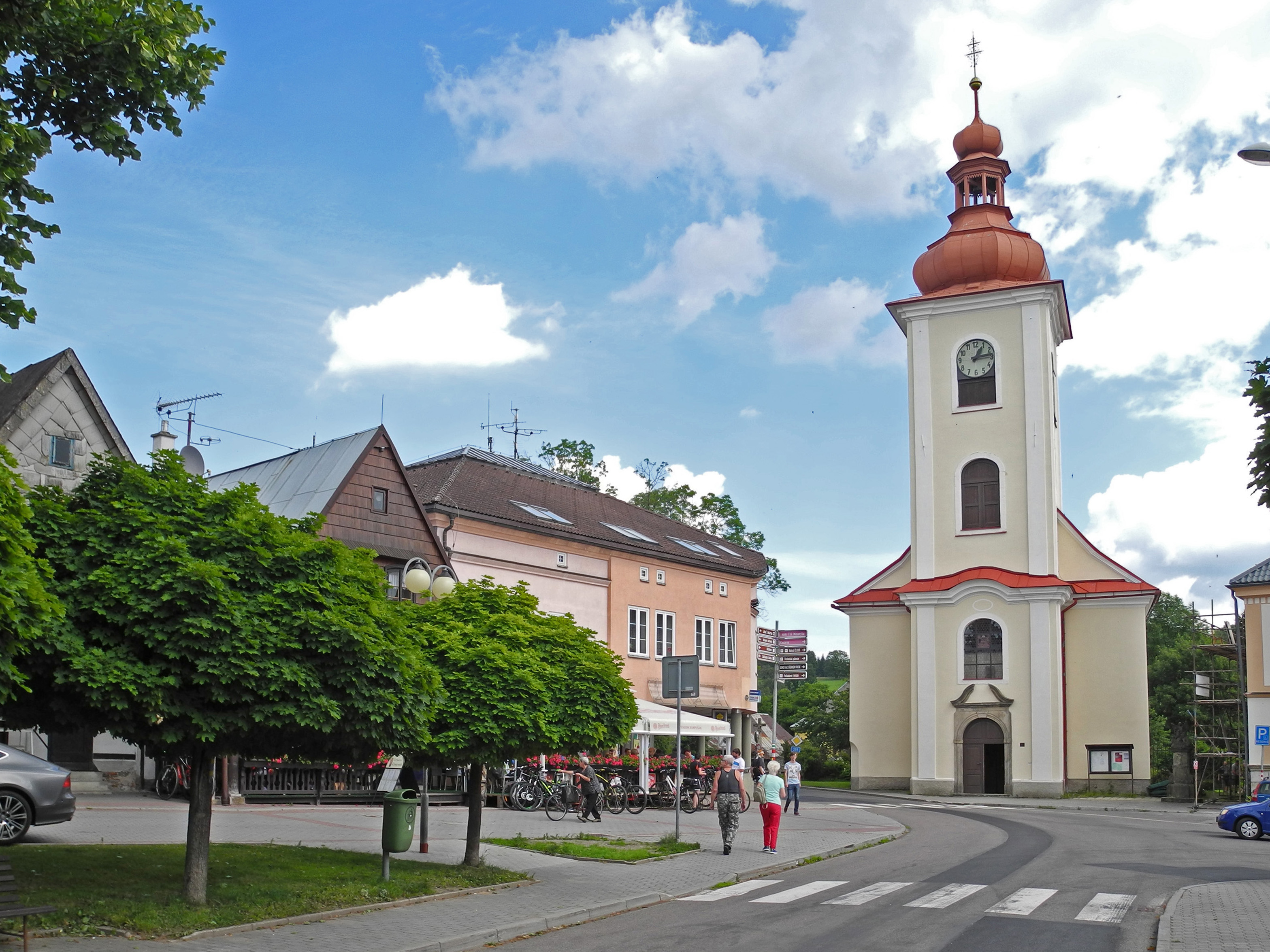
Place Masaryk.
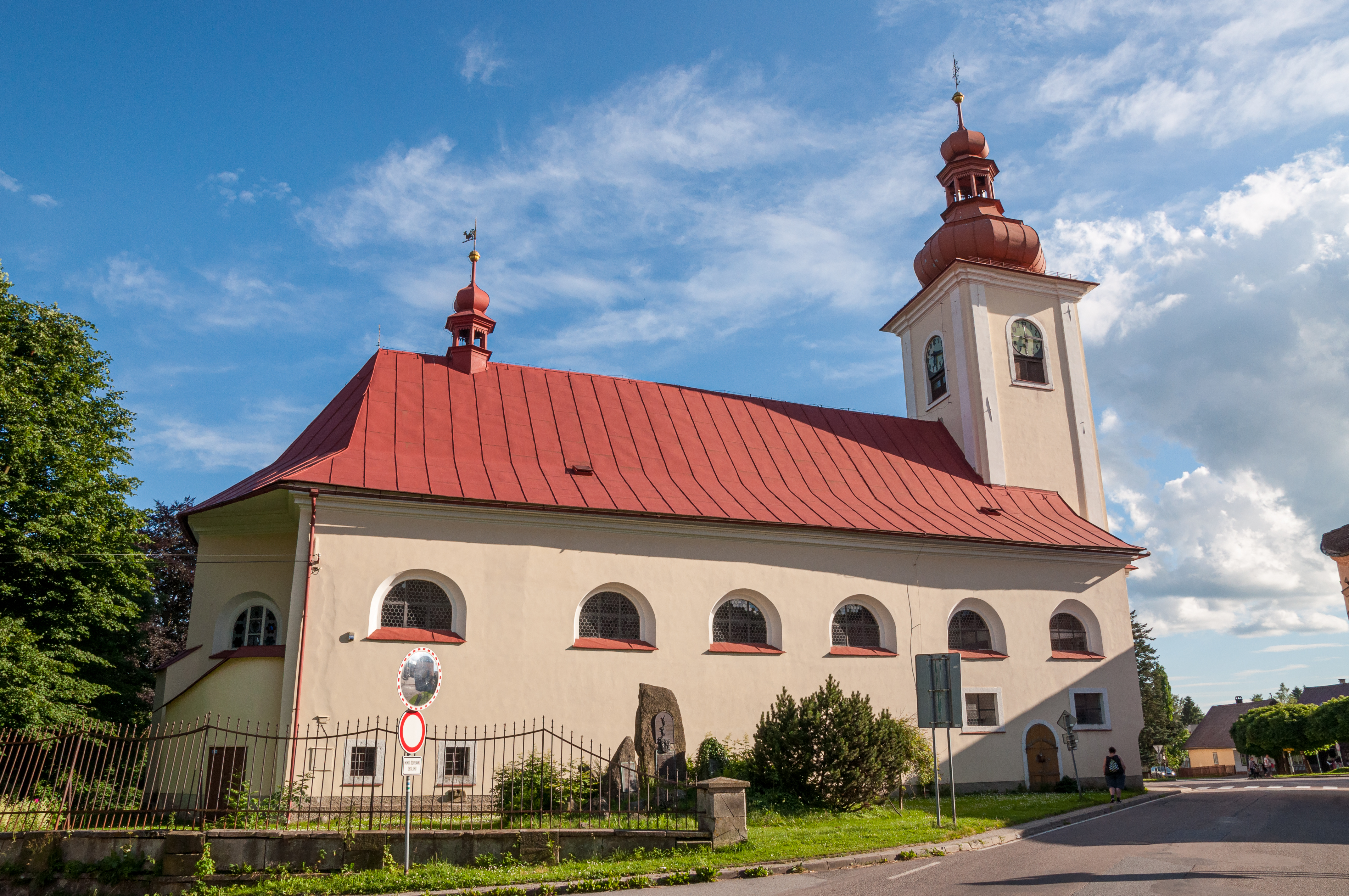
Église de Tous les Saints.

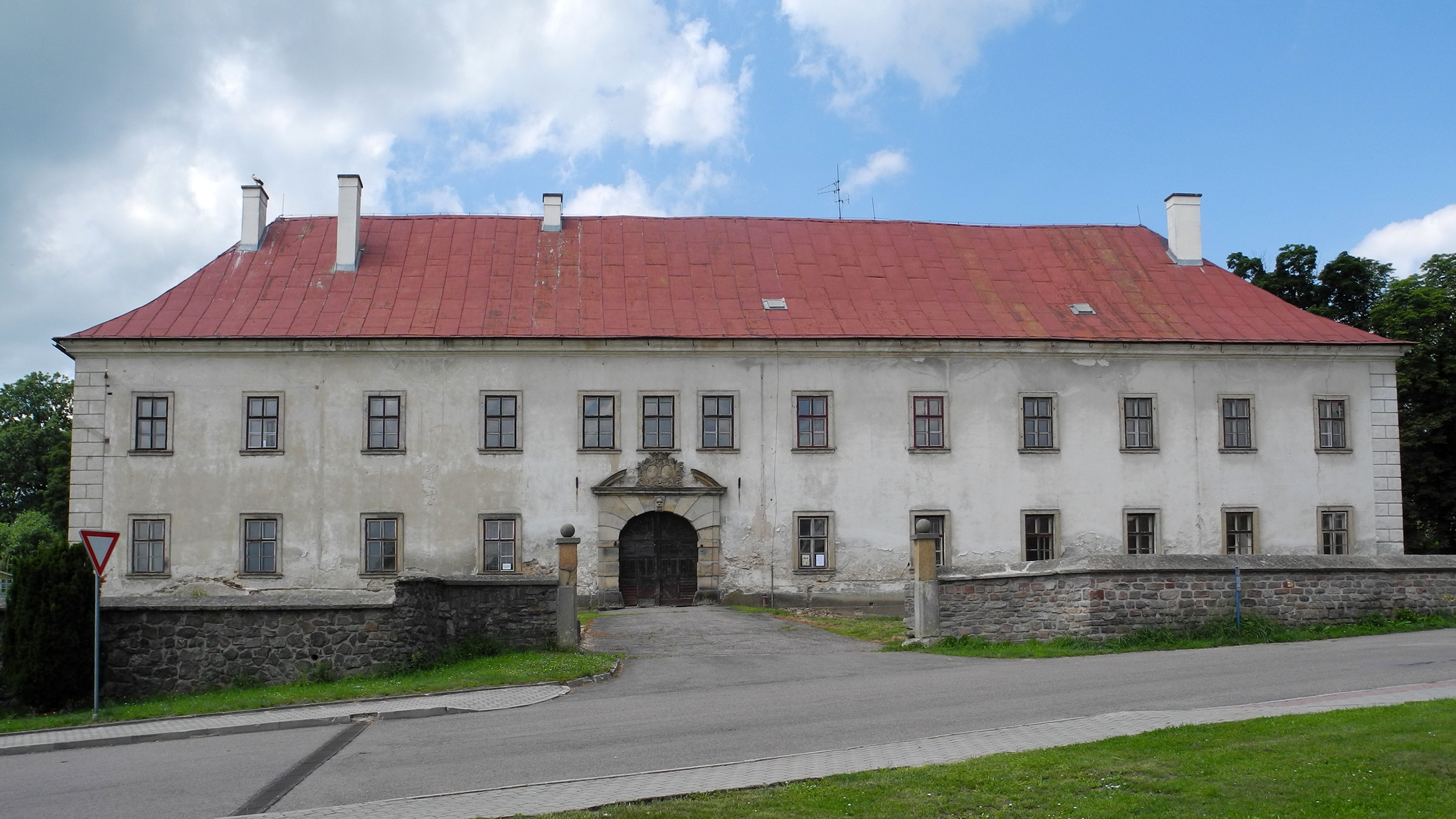
Château de Rokytnice.
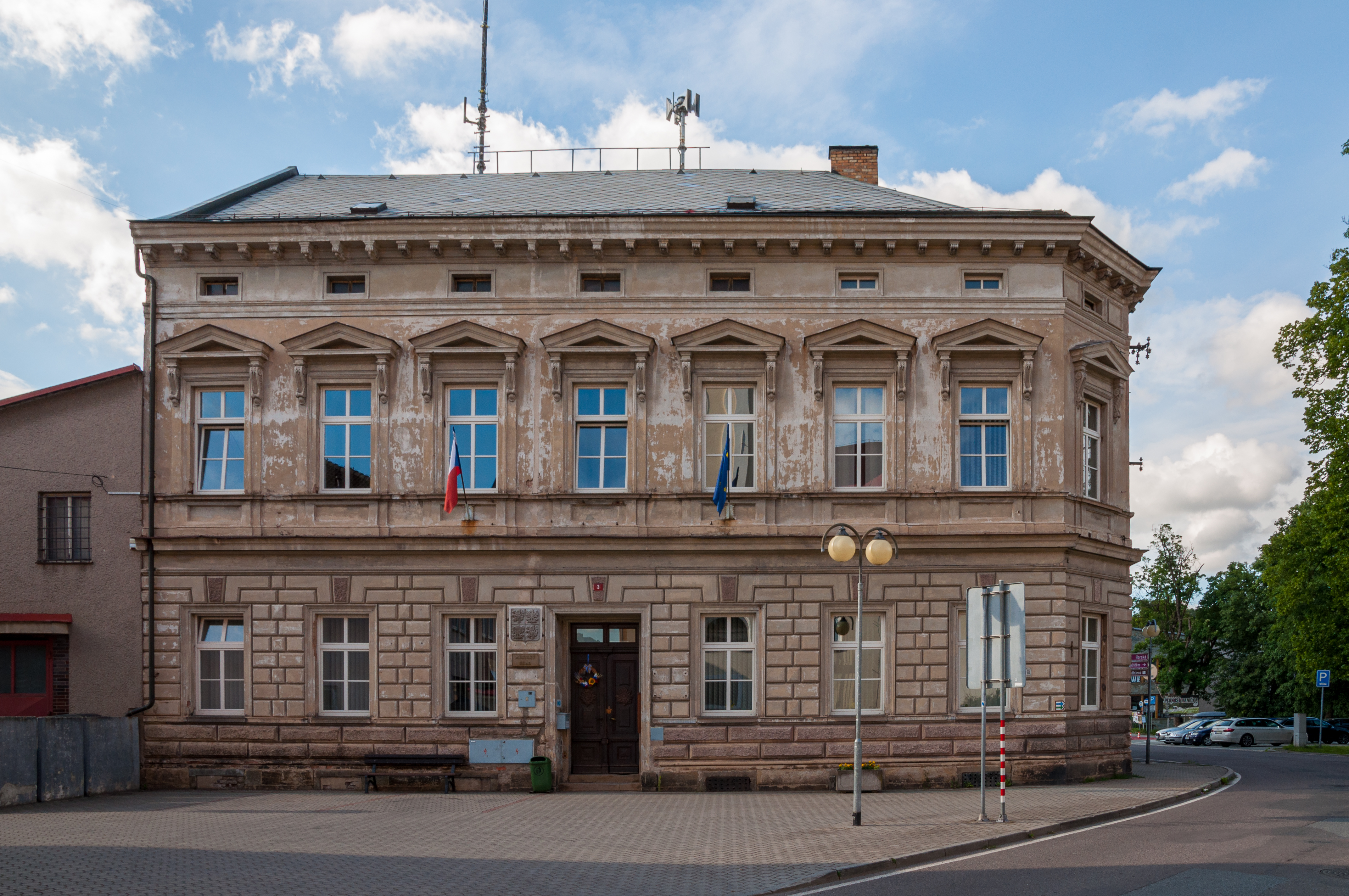
Place Jindřich Šimek : hôtel de ville.

## Transports
Par la route, Rokytnice v Orlických horách se trouve à 13 km de Žamberk, à 18 km de Rychnov nad Kněžnou, à 56 km de Hradec Králové et à 173 km de Prague.